# Perša Liha 2018-2019
La Perša Liha 2018-2019 è stata la 28ª edizione della seconda serie del campionato ucraino di calcio. La stagione è iniziata il 21 luglio 2018 ed è terminata l'8 giugno 2019.

## Stagione

### Novità
Al termine della passata stagione, sono salite in Prem"jer-liha Arsenal Kiev, Poltava e Desna Černihiv. Sono retrocesse in Druha Liha Kremin' Kremenčuk, Čerkas'kyj Dnipro e Žemčužyna Odessa. Sono salite dalla Druha Liha Ahrobiznes Voločys'k, Prykarpattja, Dnipro-1 e Metalist 1925.
Dalla Prem"jer-liha 2017-2018 sono retrocessi Zirka, Stal' Kam"jans'ke e Čornomorec'. 
A causa dello scioglimento societario del Poltava, il Čornomorec' è stato ripescato in Prem"jer-liha.
L'Helios Charkiv ha cambiato denominazione in Kobra Charkiv. 
Stal' Kam"jans'ke e Naftovyk-Ukrnafta non si sono iscritte al campionato.

### Formula
Le 16 squadre partecipanti si affrontano due volte, per un totale di 30 giornate.

La prima classificata viene promossa in Prem"jer-liha 2019-2020.
La seconda e la terza classificata giocano lo spareggio-promozione rispettivamente con la decima e l'undicesima classificata della Prem"jer-liha 2018-2019.
La quartultima e la terzultima classificata giocano lo spareggio-retrocessione contro le seconde classificate dei due gironi di Druha Liha.
Le ultime due classificate retrocedono direttamente in Druha Liha.

## Classifica
|  | Pos. | Squadra              | Pt      | G  | V  | N  | P  | GF | GS | DR  |
|  | ---- | -------------------- | ------- | -- | -- | -- | -- | -- | -- | --- |
|  | 1.   | Dnipro-1             | 67      | 28 | 21 | 4  | 3  | 72 | 21 | +51 |
|  | 2.   | Kolos Kovalivka      | 54      | 28 | 15 | 19 | 4  | 45 | 18 | +27 |
|  | 3.   | Volyn' (-6)          | 52      | 28 | 17 | 7  | 4  | 55 | 30 | +25 |
|  | 4.   | Metalist 1925        | 51      | 28 | 15 | 6  | 7  | 35 | 20 | +15 |
|  | 5.   | Avanhard Kramators'k | 48      | 28 | 14 | 6  | 8  | 44 | 26 | +18 |
|  | 6.   | Obolon'-Brovar       | 47      | 28 | 13 | 8  | 7  | 35 | 28 | +7  |
|  | 7.   | Inhulec'             | 42      | 28 | 11 | 9  | 8  | 35 | 32 | +3  |
|  | 8.   | Balkany Zorja        | 38      | 28 | 10 | 8  | 10 | 28 | 31 | -3  |
|  | 9.   | Mykolaïv             | 37      | 28 | 10 | 7  | 11 | 34 | 32 | +2  |
|  | 10.  | Prykarpattja         | 34      | 28 | 10 | 4  | 14 | 41 | 39 | +2  |
|  | 11.  | Ruch Vynnyky         | 34      | 28 | 8  | 10 | 10 | 35 | 35 | 0   |
|  | 12.  | Hirnyk-Sport         | 27      | 28 | 5  | 12 | 11 | 24 | 43 | -19 |
|  | 13.  | Ahrobiznes Voločys'k | 19      | 28 | 3  | 10 | 15 | 17 | 36 | -19 |
|  | 14.  | Sumy                 | 16      | 28 | 3  | 7  | 18 | 21 | 91 | -70 |
|  | 15.  | Zirka                | 4       | 28 | 1  | 1  | 26 | 10 | 49 | −39 |
|  | ---  | Kobra Charkiv        | Escluso | –  | –  | –  | –  | –  | –  | –   |

Legenda:
      Promosso in Prem"jer-liha 2019-2020.
  Partecipa ai play-off o ai play-out.
      Escluso a campionato in corso.
      Retrocesso in Druha Liha 2019-2020.
Note:
Il Volyn' ha scontato 6 punti di penalizzazione.
Note:
Tre punti a vittoria, uno a pareggio, zero a sconfitta.
In caso di arrivo di due o più squadre a pari punti, la graduatoria verrà stilata secondo la classifica avulsa tra le squadre interessate.

## Spareggio promozione
|                 | Risultati |                 | Luogo e data             |
| --------------- | --------- | --------------- | ------------------------ |
| Čornomorec'     | 0-0       | Kolos Kovalivka | Odessa, 4 giugno 2019    |
| Kolos Kovalivka | 2-0       | Čornomorec'     | Kovalivka, 8 giugno 2019 |
|                 |           |                 |                          |
| Karpaty         | 0-0       | Volyn'          | Leopoli, 4 giugno 2019   |
| Volyn'          | 0-3       | Karpaty         | Luc'k, 8 giugno 2019     |
|                 |           |                 |                          |

## Spareggio retrocessione
|                      | Risultati |                      | Luogo e data               |
| -------------------- | --------- | -------------------- | -------------------------- |
| Metalurh Zaporižžja  | 0-4       | Ahrobiznes Voločys'k | Zaporižžja, 29 maggio 2019 |
| Ahrobiznes Voločys'k | 0-1       | Metalurh Zaporižžja  | Voločys'k, 2 giugno 2019   |
|                      |           |                      |                            |
| Sumy                 | 0-4       | Čerkaščyna           | Sumy, 29 maggio 2019       |
| Čerkaščyna           | 3-1       | Sumy                 | Bilozir″ja, 2 giugno 2019  |
|                      |           |                      |                            |